# Парижское общество заграничных миссий

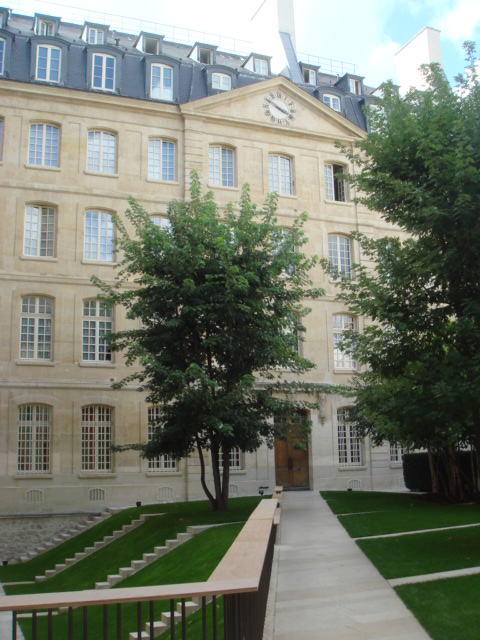
Здание Парижского общества заграничных миссий, 128 Rue du Bac, Париж, Франция

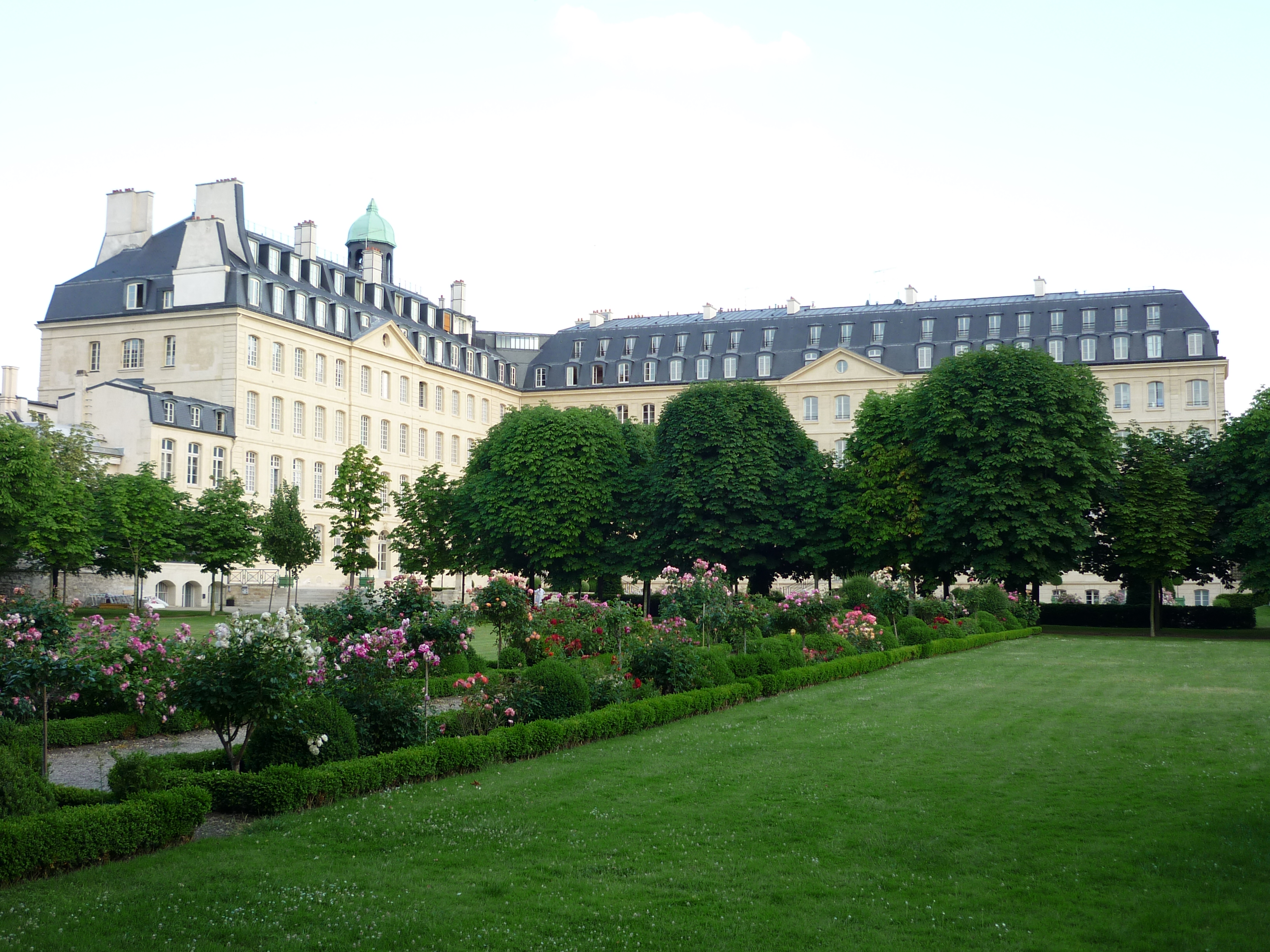
Фасад здания Парижского общества заграничных миссий, Париж

 Парижское общество заграничных миссий  (фр. Missions Étrangères de Paris) — миссионерская организация Римско-католической церкви, организующая и объединяющая католических миссионеров (священников и мирян), желающих работать в странах Азии. Парижское общество заграничных миссий было организовано в 1658 году. В 1659 году Ватиканская Священная конгрегация по распространению веры (сегодня называется «Конгрегация евангелизации народов») утвердила устав организации, в котором разрешала миссионерам быть политически и материально независимыми от колониальных властей Франции, Португалии и Испании.
За 350 лет своего существования Парижское общество заграничных миссий послало на миссию более 4200 священников и мирян в страны Азии, чтобы организовывать в них местные католические общины.
Сегодня Парижское общество заграничных миссий остается активной католической организацией, занимающейся распространением католической веры в странах Азии.

## История возникновения

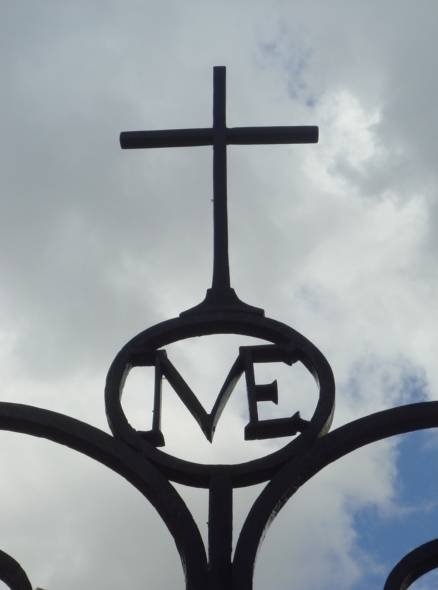
Символ Парижского общества заграничных миссий

После открытия Америки Христофором Колумбом в 1492 году Римский папа Александр VI, чтобы предотвратить споры между Португалией и Испанией по поводу приобретения новых земель, издал в 1493 году четыре буллы «Inter caetera № 1», «Inter caetera № 2» , «Eximiae devotionis», «Dudum sequidem», касающиеся решения вопроса о португальских и испанских колониальных зонах владения в Атлантике.
В XVII веке монархи Португалии и Испании заключили соглашение со Святым Престолом, в котором указывалось, что Римско-католическая церковь имела исключительное право заниматься распространением католической веры без вмешательства колониальных властей в дела миссий. Чтобы исключить эксплуатацию новообращённых католиков из числа местных жителей, Ватикан брал их под своё покровительство. Эта система соглашения между королевскими властями Испании, Португалии и Ватиканом получила название Padroado на португальском языке и Patronato на испанском языке. Но из-за сильной причастности этой системы патроната к политике и зависимости церковной власти от королей Испании и Португалии для решения любого вопроса, Святой Престол в XVII веке стал высказывать своё неудовлетворение этим соглашением. В то время Португалия стала постепенно уступать в колонизации Азии другим активным колониальным странам, таким как Англия и Голландия, власти которых не находились в сотрудничестве с Ватиканом. Португалия не могла достаточно эффективно управлять своими азиатскими колониями, что приводило к массовому преследованию католиков в колониях. Ватиканом поднимались сомнения в возможности защиты португальскими колониальными властями монахов-миссионеров из монашеских орденов доминиканцев, францисканцев, иезуитов, которые проповедовали католичество в колониях Португалии. Европейские миссионеры были плохо приспособлены к местным климатическим условиям, часто не владели в достаточной мере местными языками, поэтому Ватикан решил посылать в азиатские португальские колонии епископов, чтобы те могли там рукополагать в священники кандидатов из местного населения.
В 1622 году римский папа Григорий XV утвердил Священную Конгрегацию Распространения Веры (Congregatio de Propaganda Fide, сегодня — Конгрегация евангелизации народов), целью которой стало помощь католическим миссионерам и распространение католичества в колониях. Для этой цели Ватикан основал определённую систему помощи и поддержки для священников, желающих уехать на миссию. Но колониальные власти, чтобы не нарушать соглашение между ними и Ватиканом, часто не решались принимать у себя в колониях миссионеров и отправляли их обратно в Португалию. Создание Парижского общества заграничных миссий в 1658 году решило эту проблему, так как данная миссионерская организация действовала от своего имени, что вполне устраивало светскую власть, которая не хотела вступать в противоречия со Святым Престолом.

### Создание Парижского общества заграничных миссий

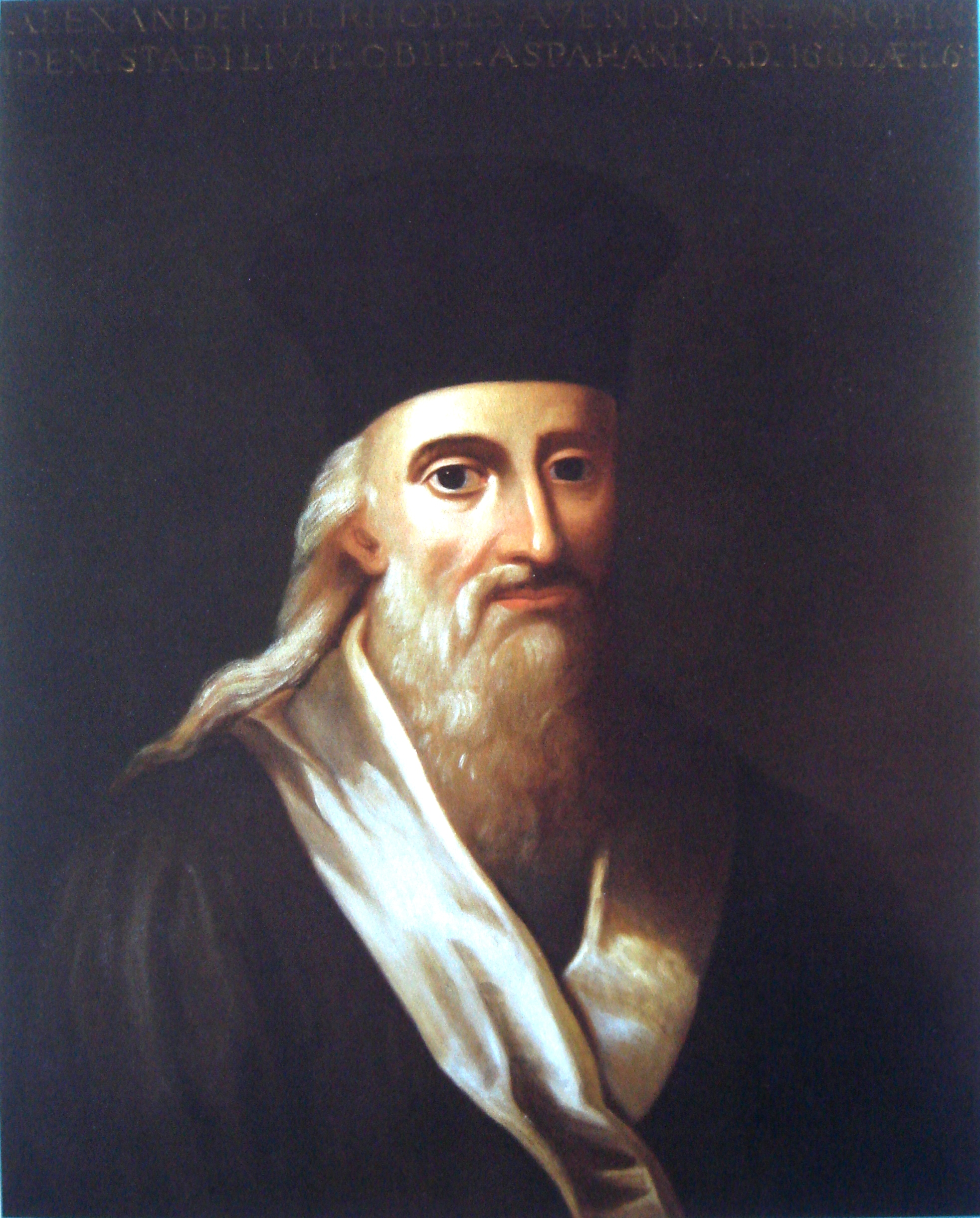
Иезуит Александр де Род, основатель Парижского общества заграничных миссий

В 1650 году иезуит Александр де Род, вернувшийся с миссии из Вьетнама, получил благословении от Римского папы Климента X на организацию миссионерского общества. Получив значительную материальную поддержку, он в 1653 году вместе с другими священниками Франсуа Паллю, Пьер Ламбер де ла Мотт и Игнатием Котоленди основал Парижское общество заграничных миссий .

### Назначение епископов для миссий

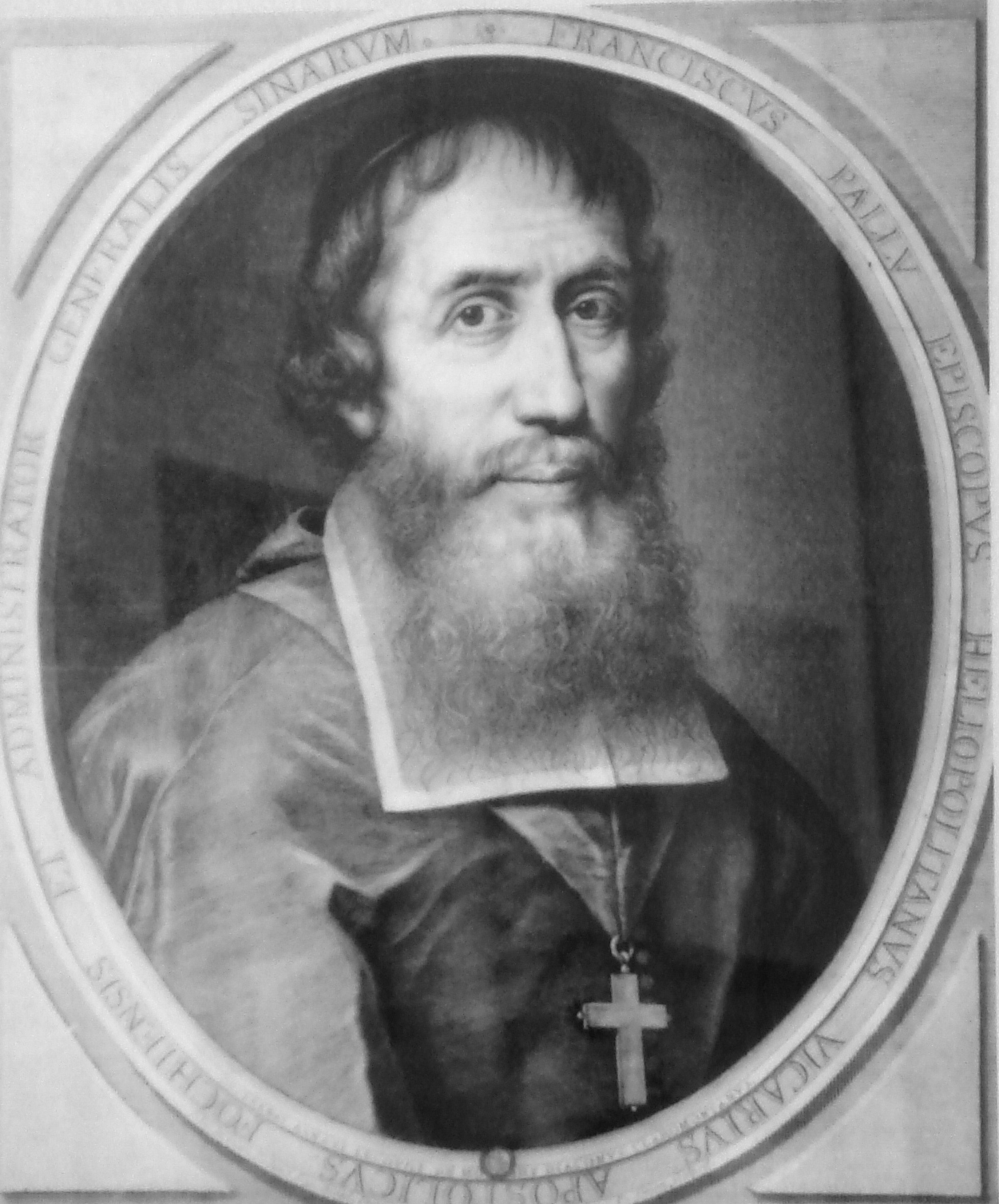
Франсуа Паллю, основатель Парижского общества заграничных миссий

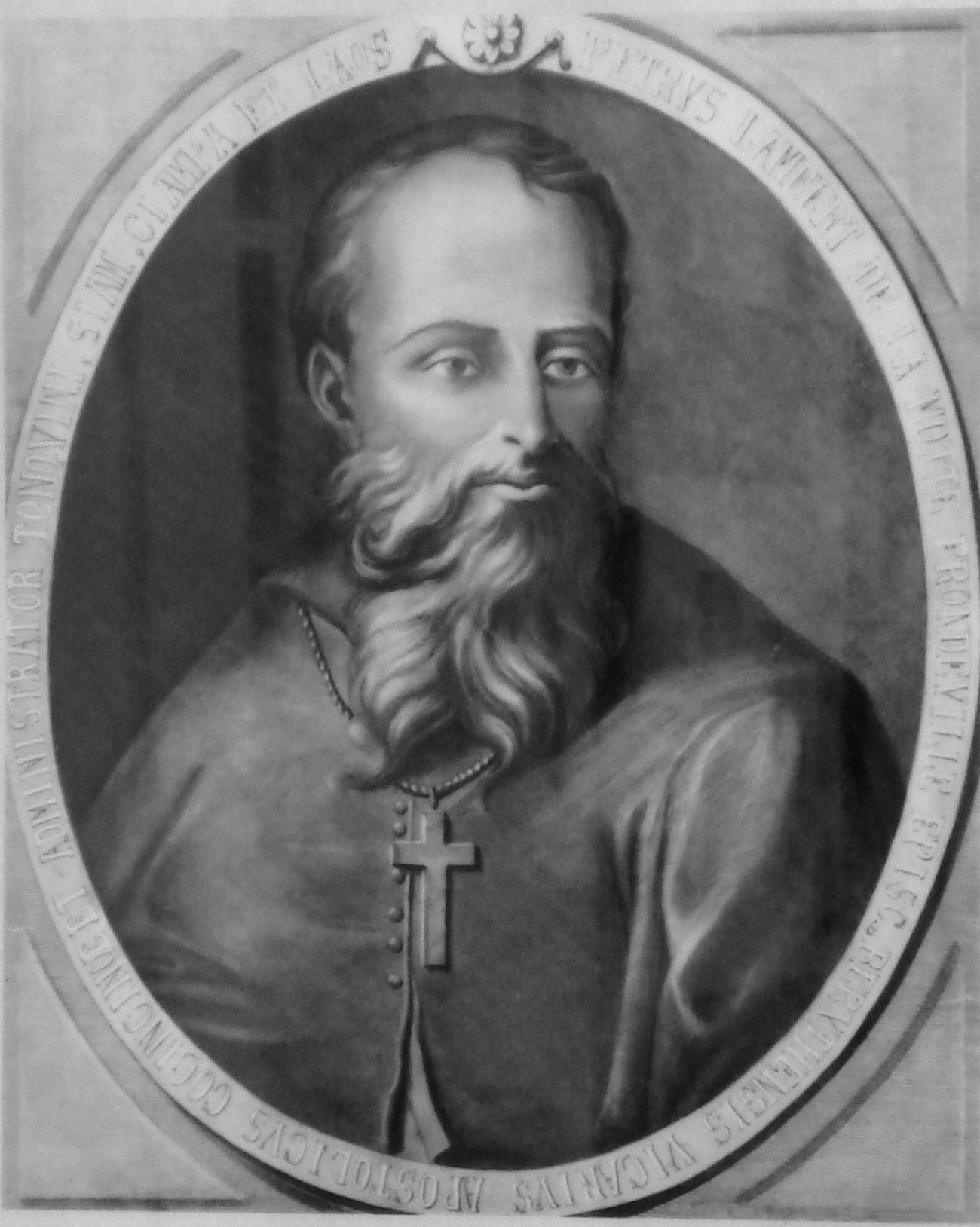
Пьер Ламбер де ла Мотт, основатель Парижского общества заграничных миссий

29 июля 1658 года два основателя Парижского общества заграничных миссий Франсуа Паллю и Ламбер де ла Мотт были рукоположены́ в епископы. 9 сентября 1659 года римский папа определил для них территории, где они должны были служить. Франсуа Паллю был назначен епископом Индокитая и южного Китая, Ламбер де ла Мотт — епископом Юго-Восточного Китая. В 1600 году Игнатий Котоленди также был рукоположён в епископа и назначен в Нанкин, Китай. В 1658 году священник Франсуа де Лаваль был назначен Апостольским Администратором для Новой Франции (Канада).

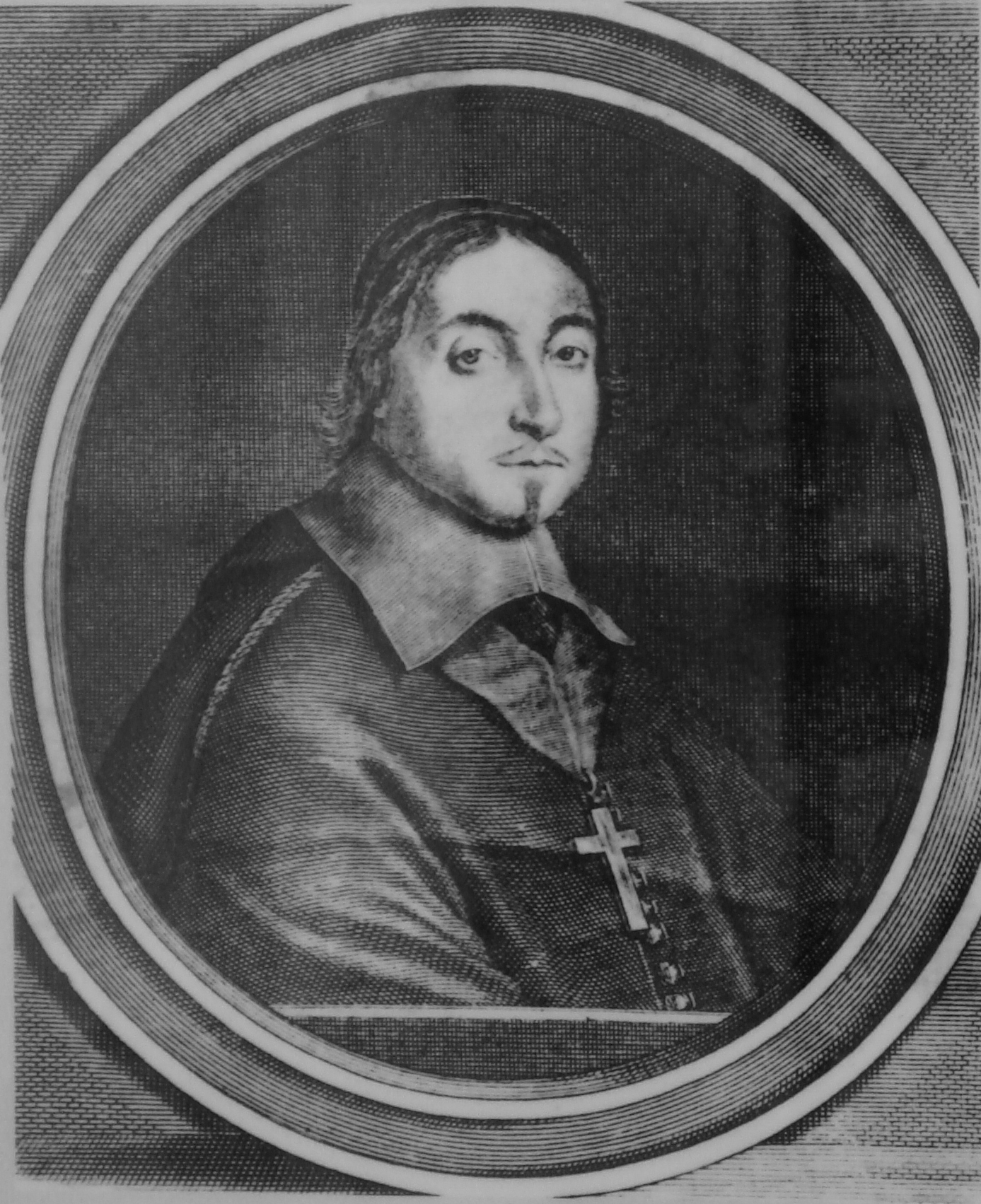
Игнатий Котоленди (1630—1662).

### Начало деятельности
Три епископа, члены Парижского общества заграничных миссий, столкнулись с противодействием торговых компаний, не желавших нарушать систему Padroado и не ставших брать миссионеров на борт кораблей, поэтому все трое отправились на места, используя сухопутные средства передвижения. Ламбер де ла Мотт отбыл из Марселя на миссию 26.11.1660 года и достиг Сиама через 18 месяцев путешествия через Персию и Индию, Франсуа Паллю прибыл в Сиам через год после отправления из Франции, а Игнатий Котоленди умер 6 августа 1662 года после прибытия в Индию. Таким образом, Сиам стал первой страной, в которой стало действовать Парижское общество заграничных миссий.

### Обучение миссионеров
В марте 1663 году при Парижском обществе заграничных миссий была создана семинария для подготовки священников-миссионеров. Семинария была организована так, чтобы выпускники могли считаться миссионерами, не подчинявшимися системе Padroado. Семинарию утвердил римский папа Александр VII. В 1663 году она была признана Французским правительством и королём Людовиком XIV. В 1732 году было закончено строительства здания для семинарии.

## 1658—1800
Главными событиями этого периода в истории Парижского общества заграничных миссий была публикация Устава Общества, который содержит в себе общие принципы его деятельности, создание семинарии святого Иосифа в Сиаме, колледжа в Пенанге, Малайзия, формирование миссионерских центров в Тонкине, Камбодже, Сиаме, создание женской монашеской конгрегации и рукоположение около тридцати священников из местных жителей.

### Сиам

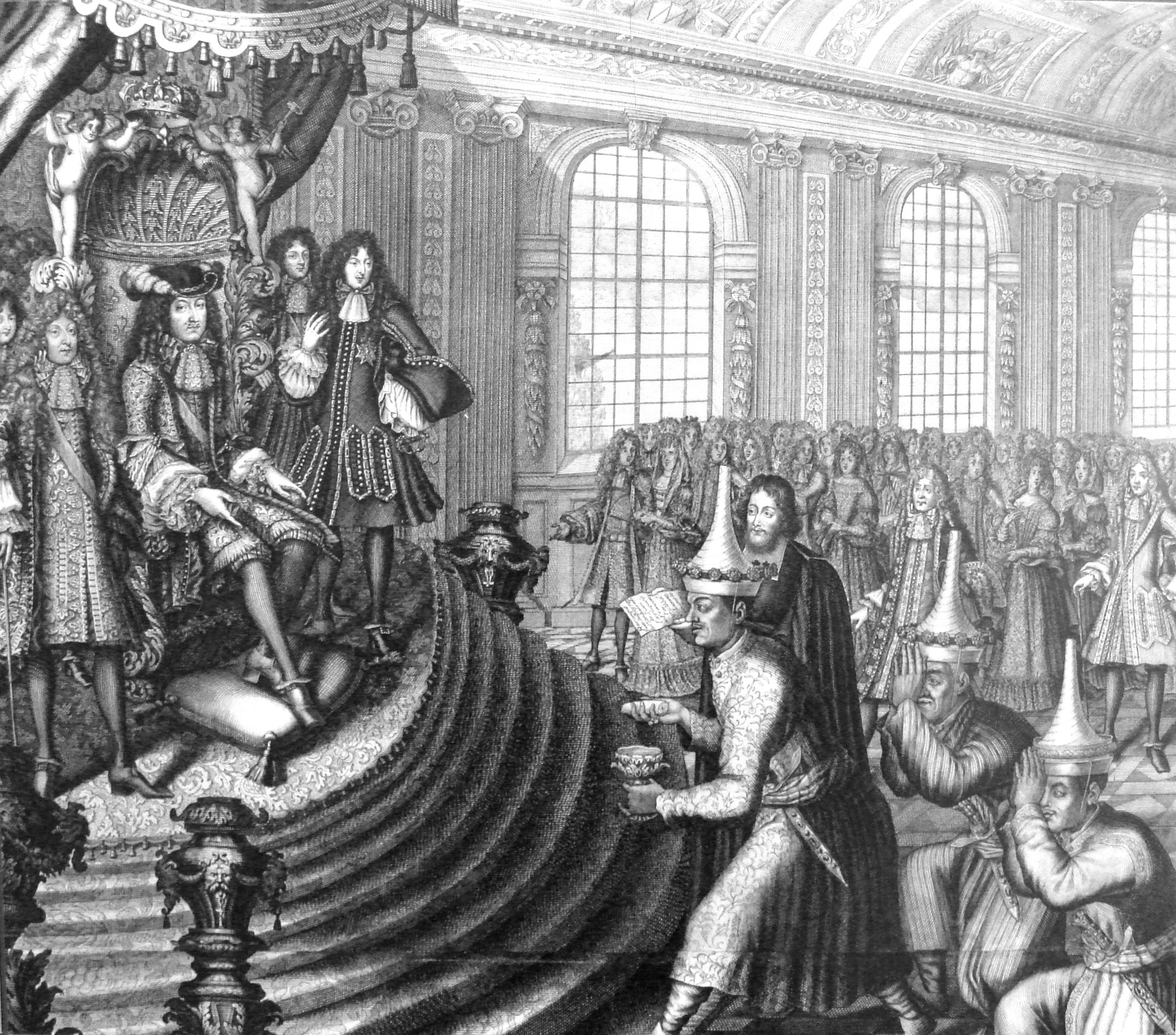
Сиамское посольство во дворе короля Людовика XIV, 1686 год

Сиам стал для Парижского общества заграничных миссий отправной точкой, из которой Римско-католическая церковь стала распространяться по всей Юго-Восточной Азии. После договора с сиамским королём была основана семинария для местных жителей. С помощью миссионеров установилась торговля между Индокитаем, Индией и Францией. В 1681 году, чтобы уменьшить влияние Англии и Голландии в Индокитае, сиамский король назначил губернатором миссионера Рене Шарбонно. Во второй половине XVIII века миссии в Индии, основанные Обществом Иисуса (иезуиты), деятельность которого была запрещена Святым Престолом, закрылись и многие миссионеры-иезуиты перебрались из Индии в Индокитай.

### Французская революция
В конце восемнадцатого века Французская революция приостановила развитие Парижского общества заграничных миссий. Революционные власти начали преследование Католической Церкви. Было закрыто и Парижское общество заграничных миссий. К этому времени в Обществе состояло 6 епископов, 135 священников из числа местных жителей. В различных азиатских странах было открыто 9 духовных семинарий. Миссионеры к этому времени крестили около 300 тысяч человек.

### XIX век
23 марта 1805 года Наполеон подписал декрет, разрешающий деятельность Парижского общества заграничных миссий. Однако, в 1809 году из-за конфликта с римским папой Наполеон отменил своё решение. Деятельность Общества была восстановлена декретом французского короля Людовика XVIII в марте 1815 года.

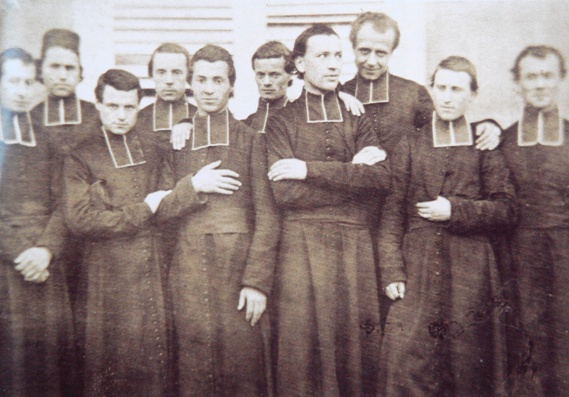
миссионеры, 1856 год

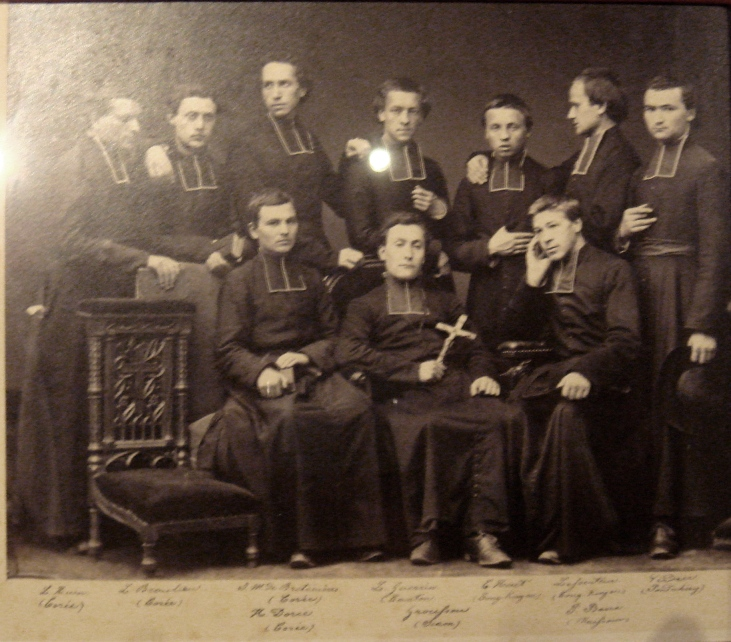
миссионеры, 1864 год

В XIX веке в Азии распространились гонения на христиан. В это время около 200 миссионеров умерли от насильственной смерти. К 1820 году территория миссий включали в себя Индию, Японию, Маньчжурию, Тибет, Бирму, Малайзию. Широкое и быстрое распространение католических миссий объясняется открытием в XIX веке парового двигателя и Суэцкого канала, что привело к более быстрому путешествию в азиатские страны. Развивалась торговля между Европой и азиатскими странами. Происходил контакт между западной и восточной цивилизациями, но в то же время усилилась военная и колонизаторская экспансия западных государств. В Корее казнь священника Симеона Франсуа Берне и других священников стала причиной французской военной кампании в 1866 году. Во Вьетнаме преследование священников Пьера Дюмулен-Бори и Августина Шёффлера привело к усиленной колонизации и созданию в дальнейшем Французского Индокитая.

### Вьетнам

Мученичество миссионера Иосифа Маршана во Вьетнаме, 1835 год

Преследования христиан в Дайвьете происходили периодически с конца XVII века. В конце 17-го — начале XVIII века за свою веру пострадали до 100 тысяч человек. Апостольский викарий священник Пиньо де Беэн с целью прекращения гонений подготовил договор между Францией и претендентом на дайвьетский императорский престол князем Нгуен Фук Анем. Это соглашение помогло на некоторое время христианам.

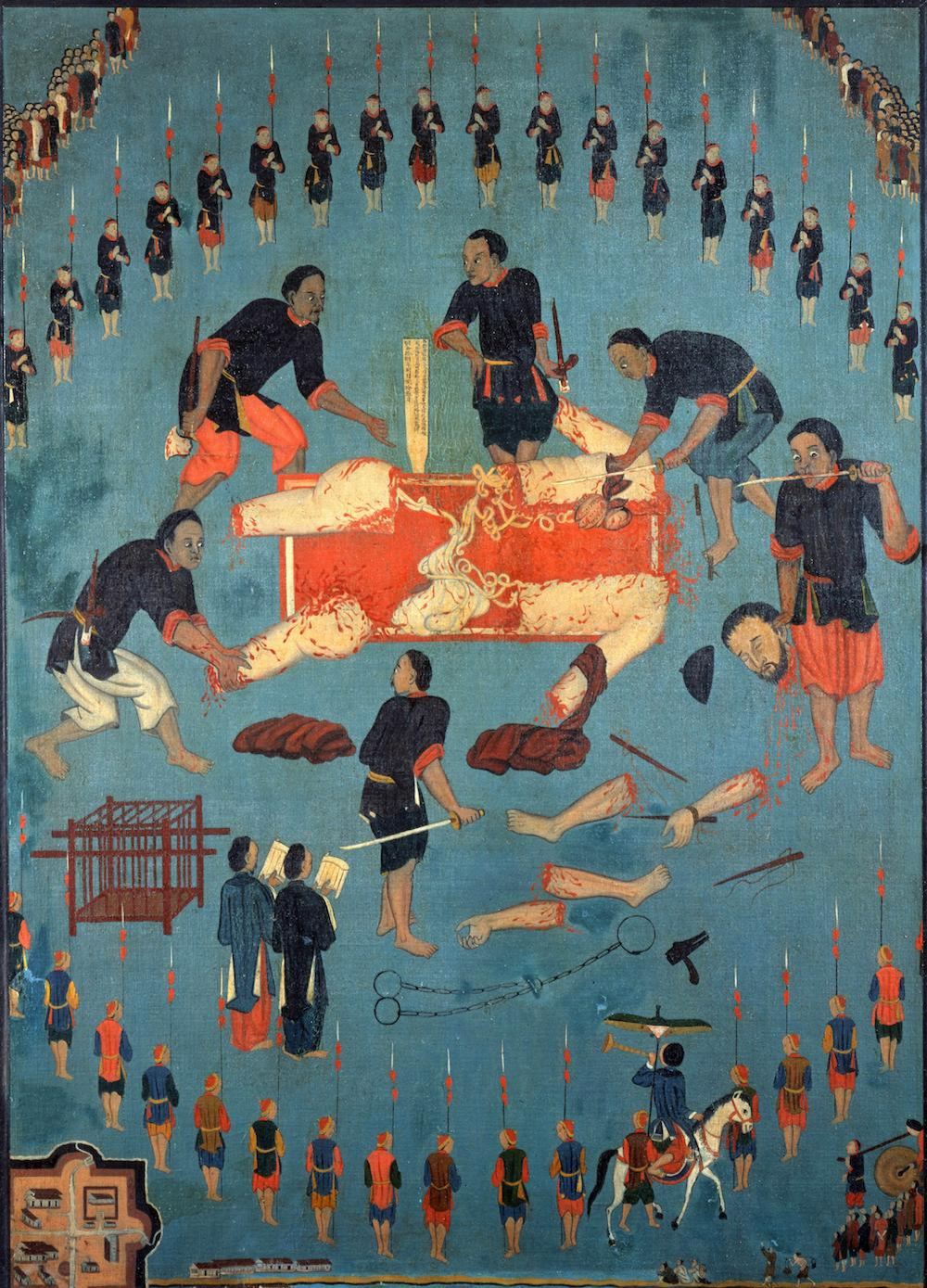
Мученичество священника Жана Шарля Корне, 1837 год

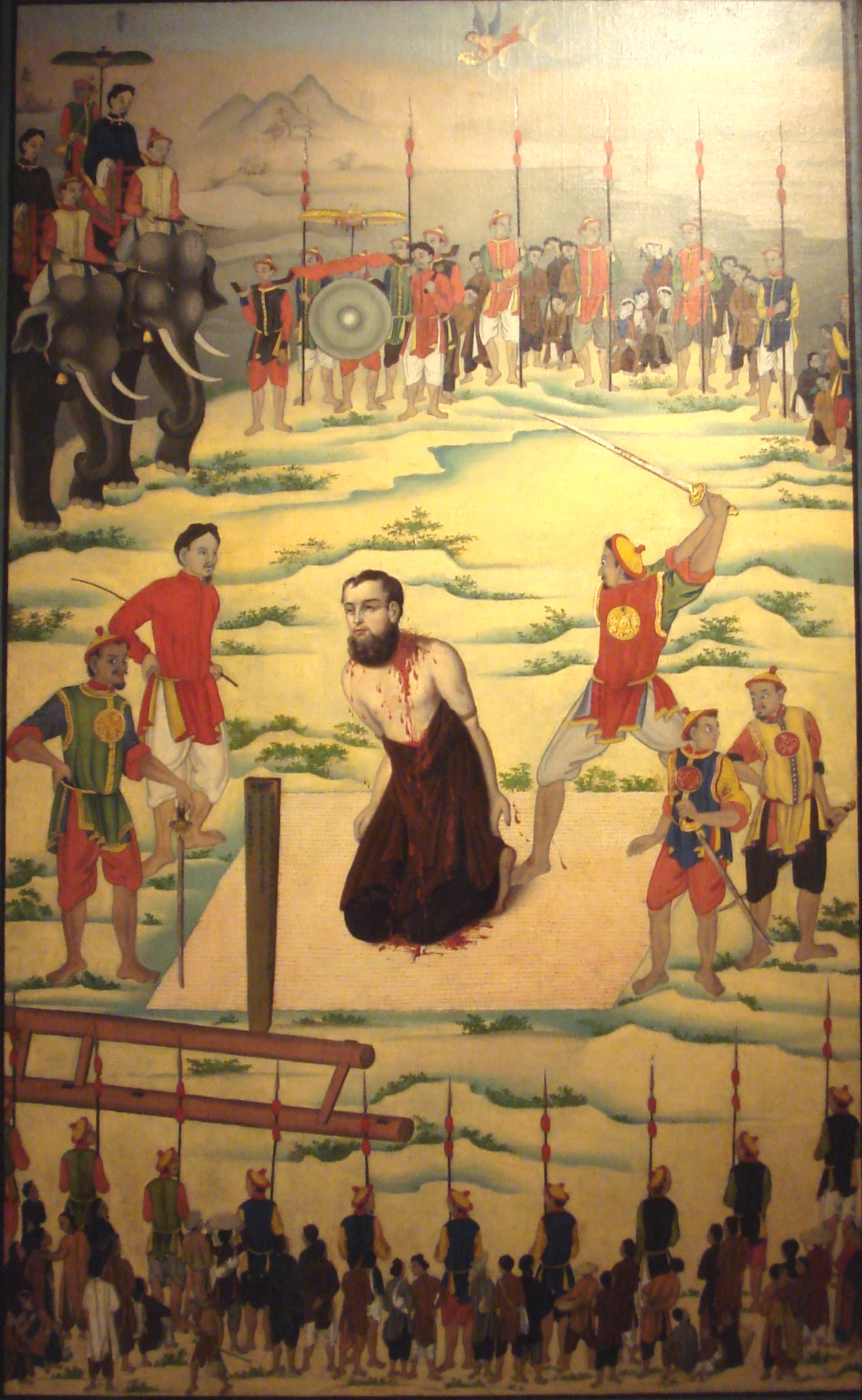
Мученичество священника Пьера Дюмулен-Бори, Вьетнам, 1838 год

В 1825 году вьетнамский император Минь Манг запретил католическое вероисповедание на том основании, что католики якобы развращают вьетнамцев. В первой половине XIX века во Вьетнаме, во время правления императора Минь Манга, пострадало от 100 до 300 тысяч католиков. Некоторые из миссионеров Парижского общества заграничных миссий даже принимали участие в вооружённой борьбе против императора Минь Манга в восстании 1833—1835 годов. Полный запрет на деятельность миссионеров наступил со смертью священника Иосифа Маршана в 1835 году. Это событие стало причиной военного вмешательства Франции во внутренние дела Вьетнама.
В 1843 году французский министр иностранных дел Франции Франсуа Гизо послал во Вьетнам военный флот. Франция использовала преследование миссионеров во Вьетнаме в своих колонизаторских и политических целях чтобы уравновесить деятельность Англии на юге Китае . В 1847 году Франция направила два военных корабля во Вьетнам, чтобы освободить из вьетнамской тюрьмы епископа Доминика Лефебвра и добиться демонстрацией военной силы свободного вероисповедания для католиков Вьетнама.
В 1851 году во Вьетнаме был казнён священник Августин Шёффлер, в 1852 году — священник Жан-Луи Боннар. Парижское Общество заграничных миссий обратилось к французским властям снова вмешаться в ситуацию. Во Вьетнам прибыл дипломат Шарль де Монтиньи, чтобы попытаться остановить преследования французских граждан и гонения на католиков. 18.02.1858 году, после неудавшийся попытки дипломата урегулировать сложившуюся ситуацию, Франция нанесла удар по городам Дананг и Сайгон, начав, тем самым, захват Индокитая. 5 июня 1862 года в Сайгоне был подписан мирный договор, по которому южная часть Вьетнама отходила Франции. Преследования католиков прекратились и началась свободная проповедь католичества по всей территории Вьетнама.
Десять миссионеров Парижского общества заграничных миссий, работавших во Вьетнаме и канонизированных римским папой Иоанном Павлом II 19 — го июня 1988 года:
- Гажелен, Франсуа Исидор (+ 1833)
- Маршан, Иосиф (+ 1835)
- Корне, Жан Шарль (+ 1837)
- Жаккар, Франсуа (+ 1838)
- Дюмулен-Бори, Пьер (+ 1838)
- Шёффлер, Августин (+ 1851)
- Боннар, Жан-Луи (+ 1852)
- Нерон, Пьер Франсуа (Pierre-François Néron) (+ 1860)
- Венар, Жан-Теофан (+ 1861)
- Кюнот, Стефан Теодор (Stéphane-Théodore Cuenot) (+ 1861)

### Корея

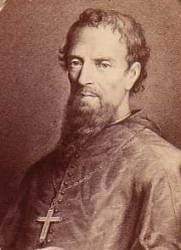
епископ Лаврентий Эмбер

История христианства в Корее уникальна: католичество приникло в Корею без участия европейских миссионеров. Первые корейские католики были крещены японскими солдатами-католиками во время японского вторжения в 1592—1599 годах . Когда первый корейский священник Ли Сын Хун прибыл в Корею, то он там обнаружил 4000 католиков. В конце 18 до последней четверти XIX века в Корее происходили жестокие гонения католиков.
В 1831 году римский папа Григорий XVI образовал независимый апостольский викариат для Кореи, который был вверен Парижскому обществу заграничных миссий. Первым апостольским викарием был назначен Бартелеми Бружиер, который умер, не успев прибыть в Корею.
Первые католические миссионеры из Парижского общества заграничных миссий достигли Кореи через Маньчжурию в 1837 году. 26 апреля 1836 года епископ Лаврентий Эмбер был назначен Святым Престолом Апостольским Администратором для Кореи. 14 мая 1837 года он тайно прибыл в Корею и начал пастырскую деятельность среди корейских католиков. 10 августа 1839 года он был схвачен корейскими властями и казнён 21 сентября 1839 года в Сеуле.
В 1856 году для Католической церкви в Корее был назначен епископ Симеон Франсуа Бернё. Когда он прибыл в Корею в 1859 году, там уже было около 17 тысяч католиков .

В январе 1866 года он был арестован и казнён корейскими властями и вместе с другими священниками Жус де Бретеньер, Бернар Луи Болё, Пьер Анри Дорье, Пьер Омэтр, Люк Мартин Ен и другие.
Десять мучеников Парижского Общества Иностранных Миссий, работавших в Корее и канонизированных римским папой Иоанном Павлом II:
- Эмбер, Лаврентий (+ 21.09. 1839)
- Мобан, Пьер (Pierre Maubant) (+ 21.09. 1839)
- Шастан, Жак Оноре (+ 21.09.1839)
- епископ Бернё, Симеон Франсуа (+ 8.03.1866)
- епископ Давелю, Антуан (Antoine Daveluy) (+ 8.03.1866)
- Ранфер де Бретеньер, Жюстен (Just de Bretenières) (+ 8.03.1866)
- Болё, Бернар Луи (+ 8.03. 1866)
- Дорье, Пьер Анри (+ 30.03.1866)
- Омэтр, Пьер (Pierre Aumaître) (+ 30.03.1866)
- Юин, Мартин-Люк (Luc Martin Huin) (+ 30.03.1866)

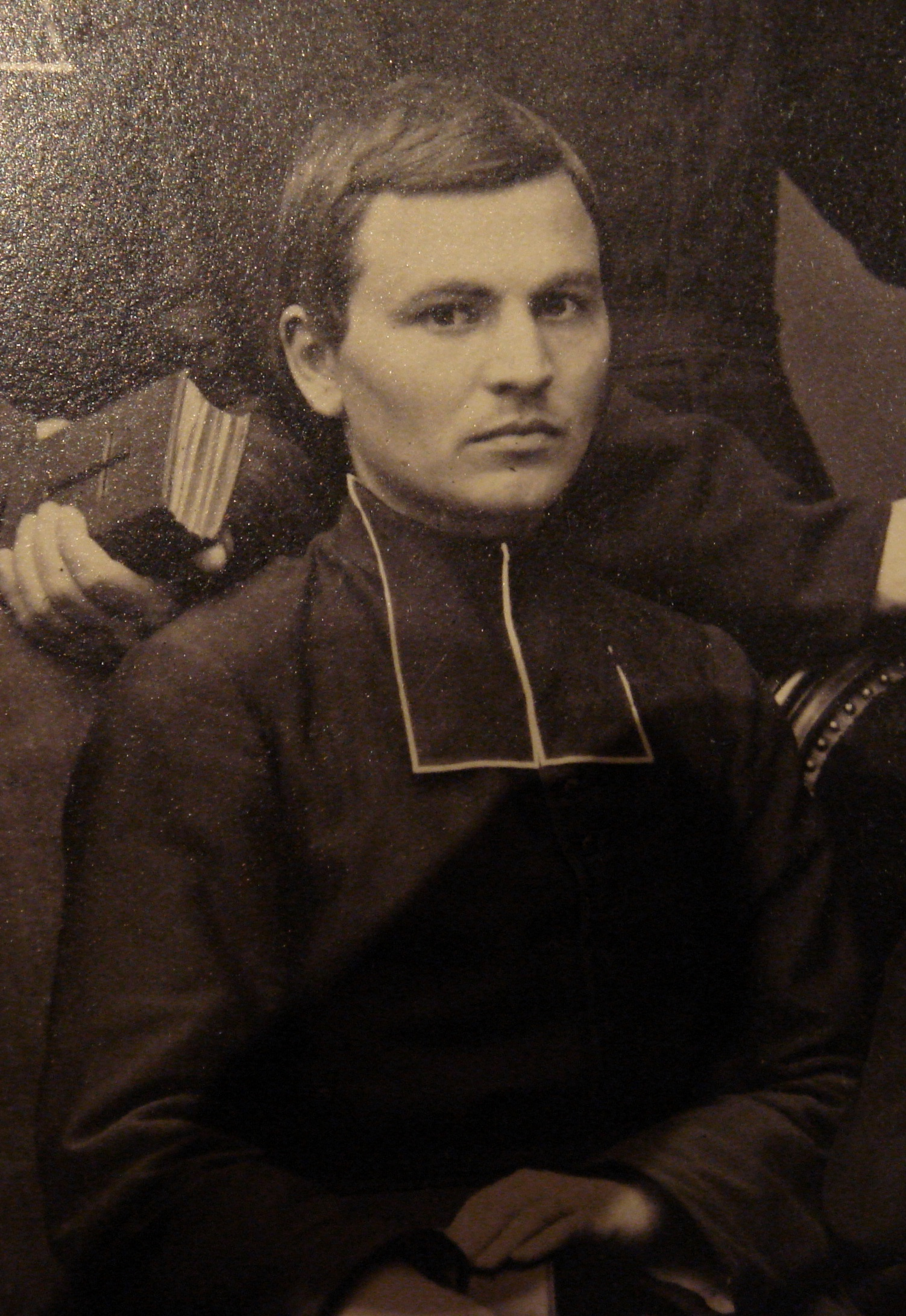
мученик Пьер Анри Дорье, 1866 год

### Китай

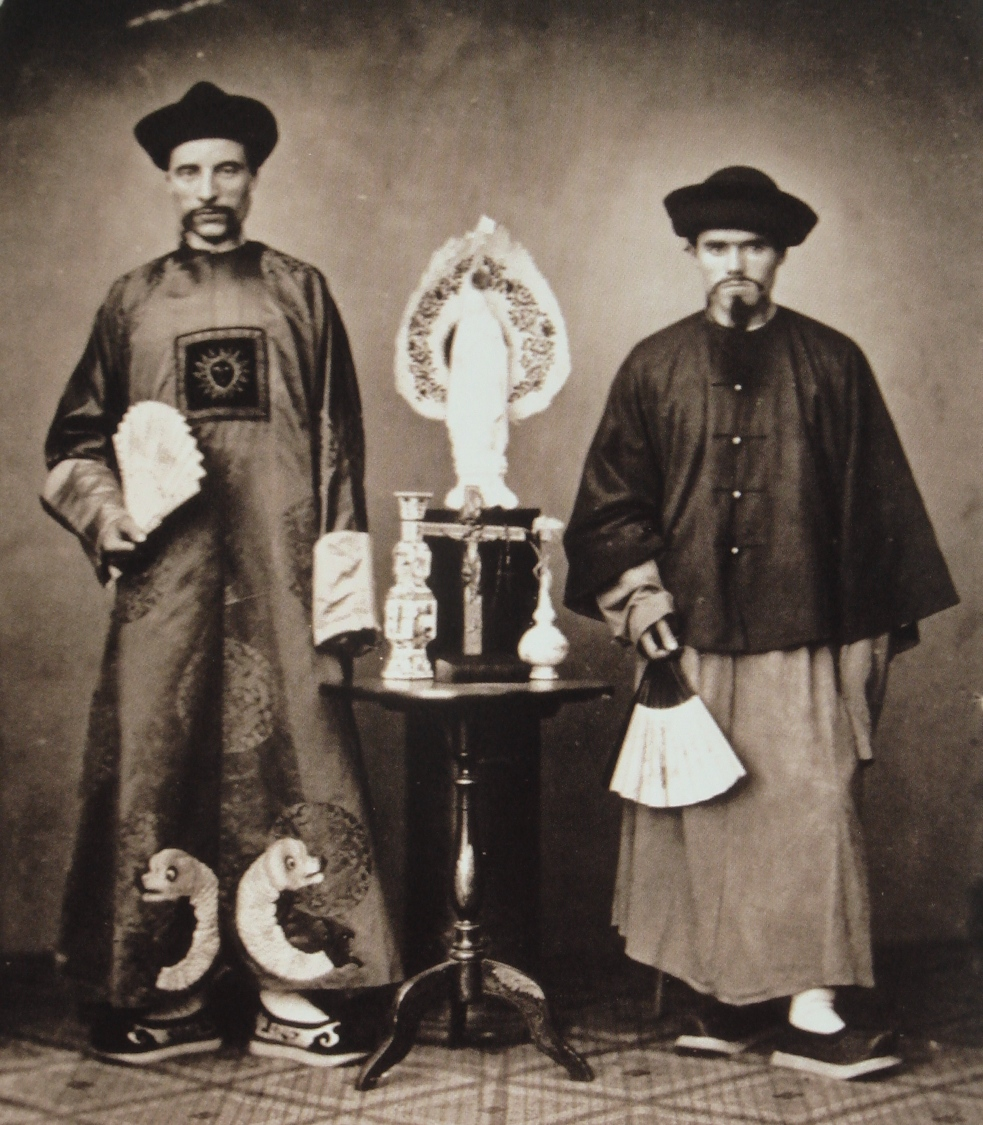
миссионеры в Китае (1836—1878)

Вплоть до 1659 года католическая епархия, находящаяся в португальской колонии Макао, контролировала все общины Китая. Её деятельность регулировалась королём Португалии в силу системы Padroado (патроната), дарованного ему римским папой в 1557 году. Стремясь вывести католические приходы в Китае из-под опеки португальского короля, римский папа создал в 1659 году три викариата, возглавляемые епископами, непосредственно подчинённых Святому Престолу. Первыми епископами в созданных викариатах были назначены основатели Парижского общества заграничных миссий Ф. Паллю, Ламберт де ла Мотт и Игнатий Котоленди.
В 1736 году император Канси издал декрет, устанавливавший смертную казнь за проповедь и исповедование католичества. Наиболее активные преследование происходили в 1747—1748 и 1784—1820 годах.

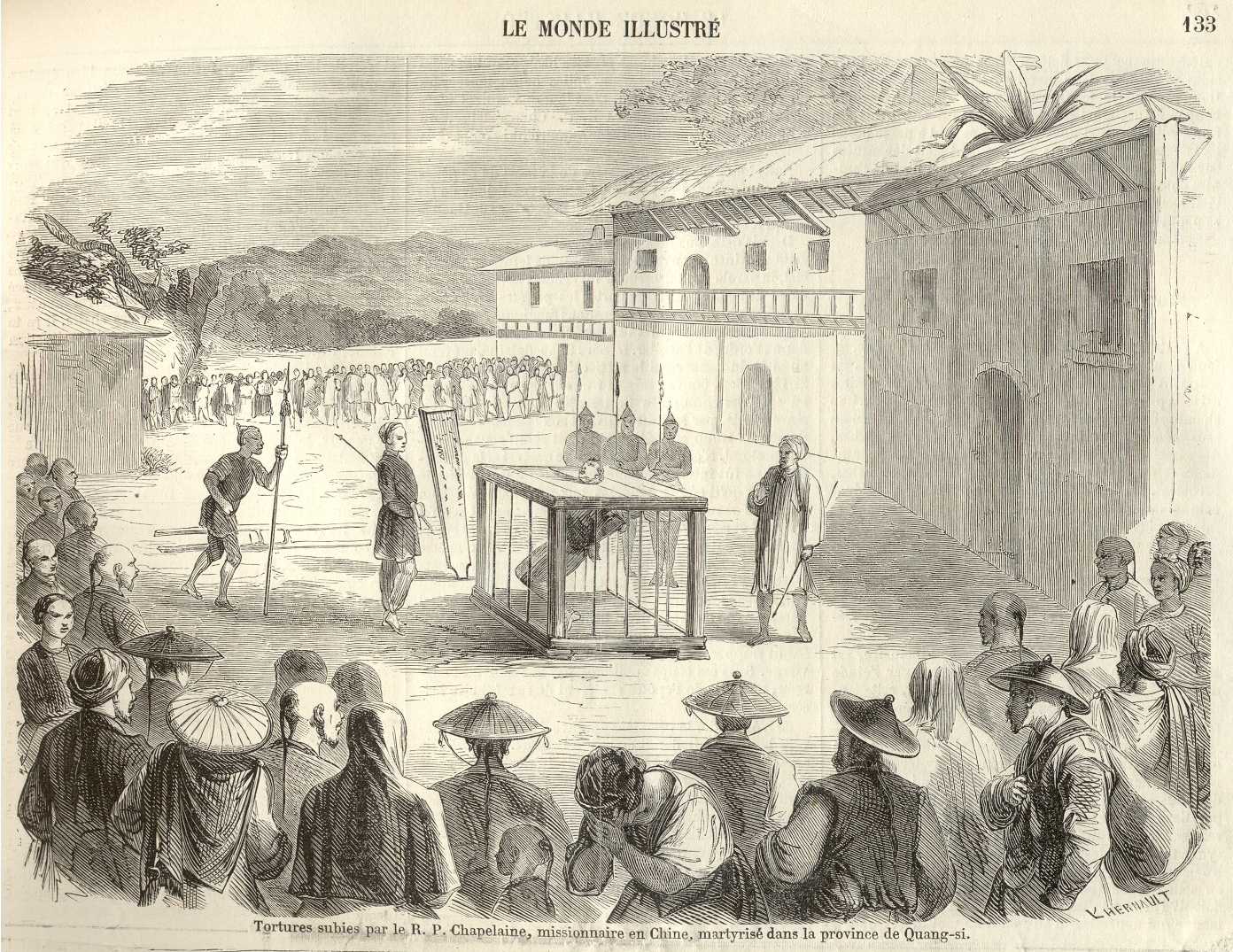
Мученичество священник Августина Шапделена, 1856 год

В 1856 году священник Августин Шапделен, проповедовавший незаконно в Китае, был заключен в тюрьму, замучен и убит китайскими властями. Этот стало предлогом для французского военного вмешательства во время Второй Опиумной войне. В ходе этой войны был подписан Тяньцзиньский договор, по которому свобода вероисповедания распространялась по всему Китаю.
1 октября 2000 года три миссионера Парижского Общества Иностранных Миссий, работавших в Китае, были канонизированы римским папой Иоанном Павлом II:
- Дюфресс, Жан Габриэль Торэн (+ 1815);
- Шапделен, Августин (Auguste Chapdelaine) (+ 29.02.1856);
- Нээль, Жан Пьер (Jean-Pierre Néel) (+ 1862).

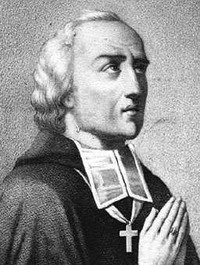
Жан Габриэль Турин Дюфресс, + 1815.
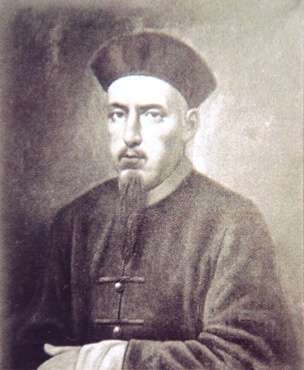
Августин Шапделен, + 1856
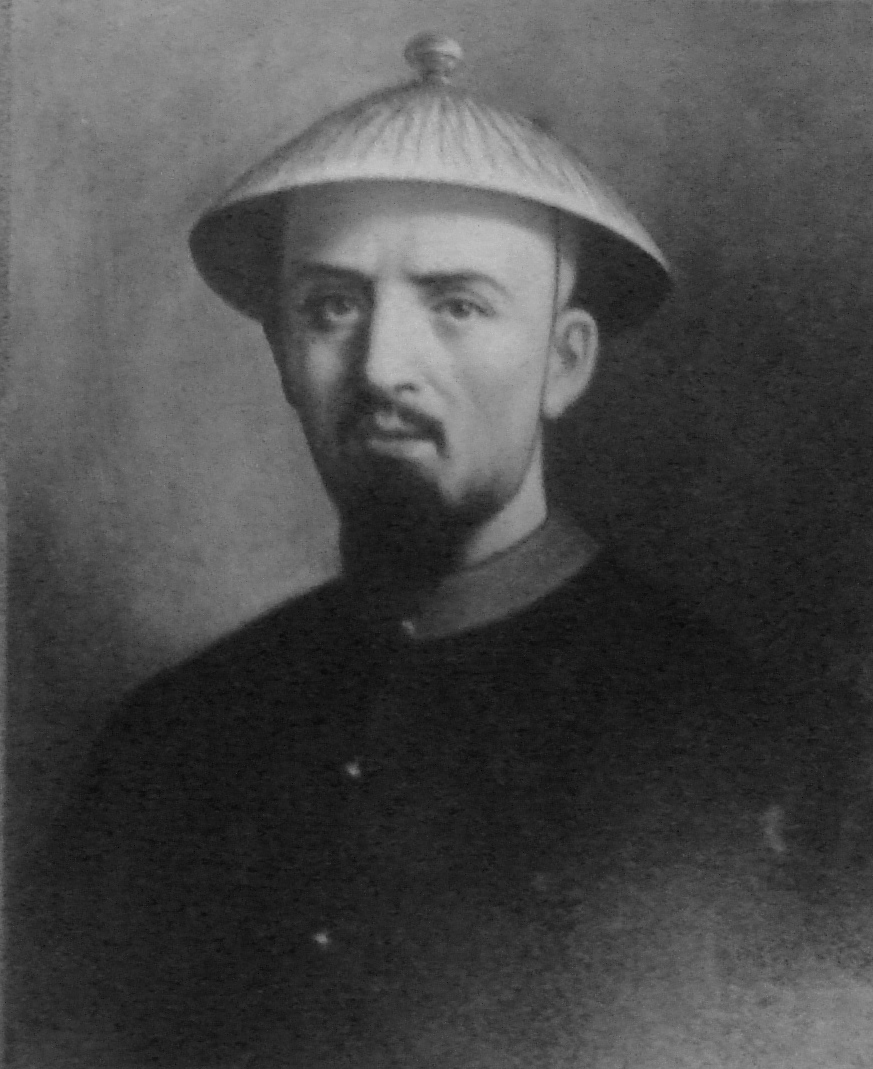
Жан Пьер Нээль, + 1862

### Япония

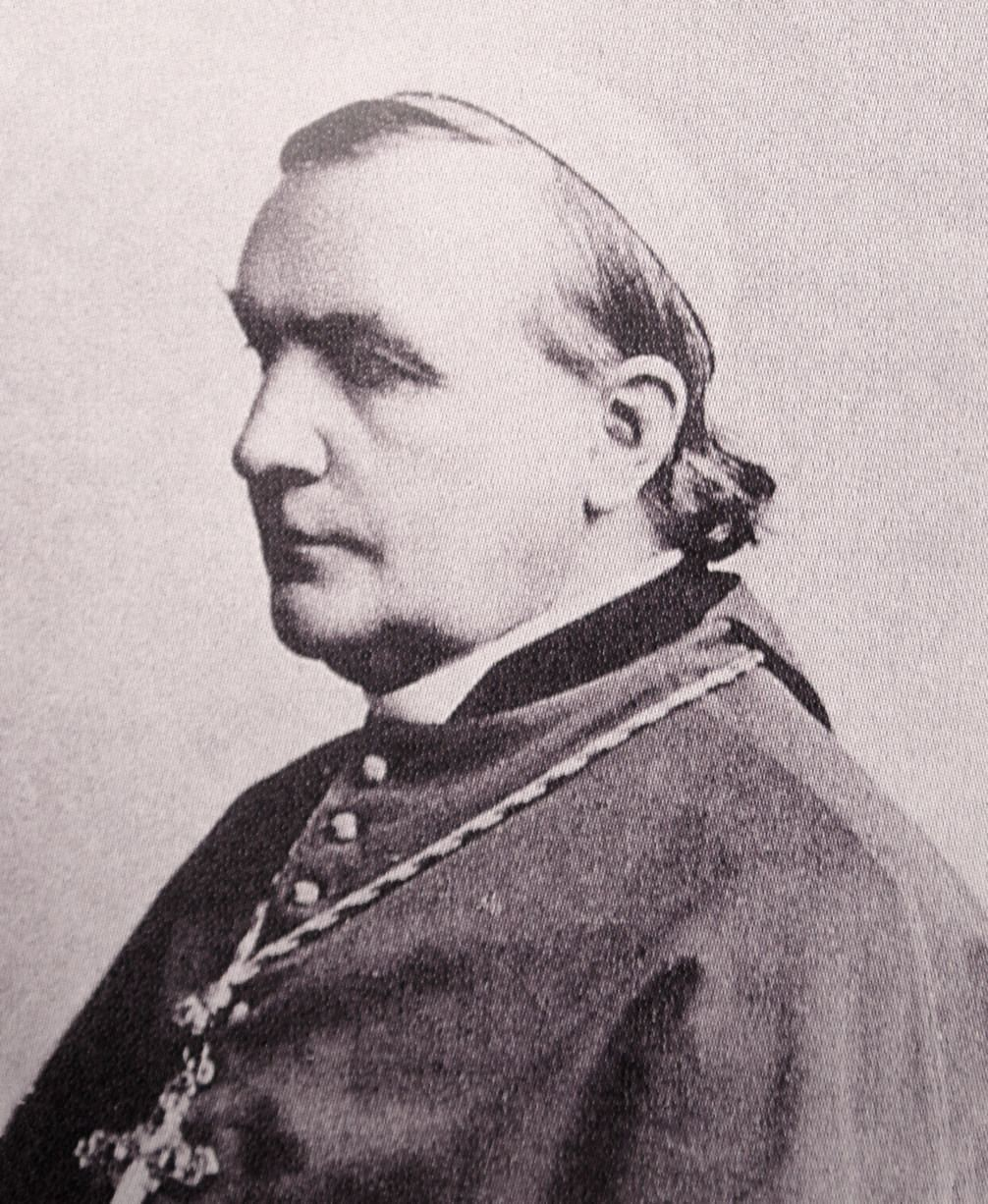
миссионер Форкад

В 1846 году в Японию прибыл первый миссионер из Парижского общества заграничных миссий священник Форкад.

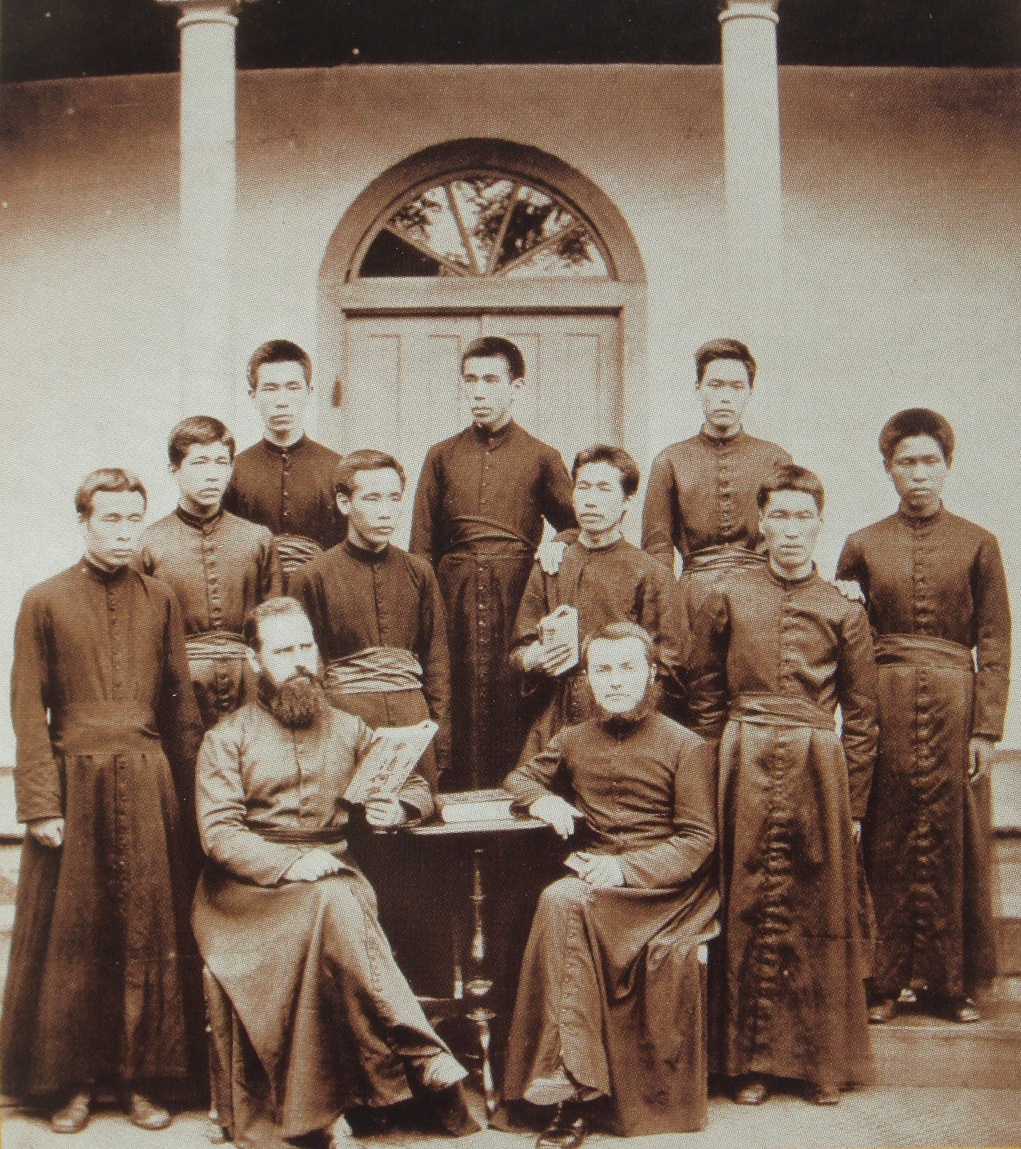
Священники и семинаристы, Япония, 1881 год

В 1620 году в Японии начались преследования католиков, которые находились в изоляции от остального католического мира на протяжении двух столетий. Первые контакты миссионеров Парижского общества заграничных миссий с Японией начались 28 апреля 1844 года, когда священник Форкад остался в Японии с китайским переводчиком после захода французского торгового флота на Окинаву. Он находился в городе Томари под строгим контролем, имея возможность только для изучения японского языка. 1 мая 1846 года он получил известие, что римский папа Григорий XVI назначил его епископом. Форкад находился в Окинаве до осени 1855 года, когда 24 ноября этого года было подписано соглашение между французским посольством и Японией о возможности посещения миссионеров японских островов.
После контактов Франции с Японией на японских островах с 1866 по 1876 год существовал Апостольский викариат, управляемый священником Птижаном, который являлся членом Парижского общества заграничных миссий.

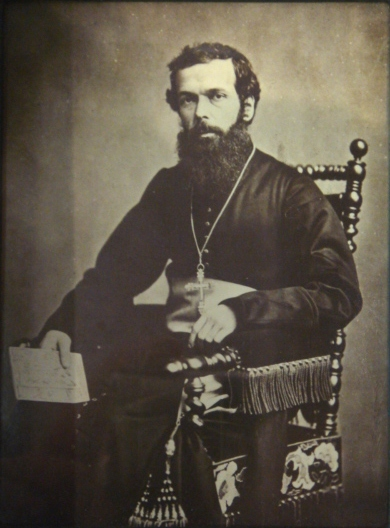
Епископ Бернар Птижан, апостольский викарий Японии

### XX столетие
В 20 столетии Парижское общество заграничных миссий действовало в азиатских странах беспрепятственно и свободно. Этот век характеризуется основанием миссионерских центров Общества в Индии (города Пудучерри, Майсур, Коямпуттур), Тибете (Гуандун), Маньчжурии, Камбодже, Лаосе, Бирме. В это время Парижское общество заграничных миссий основывает санатории для больных миссионеров в Индии, Гонконге и Франции. В Гонконге начинает функционировать типография, которая издавала словари, книги по богословию и христианской вере. Филиалы этой типографии появились в Шанхае, Сайгоне, Сингапуре, Марселе.

## Музей

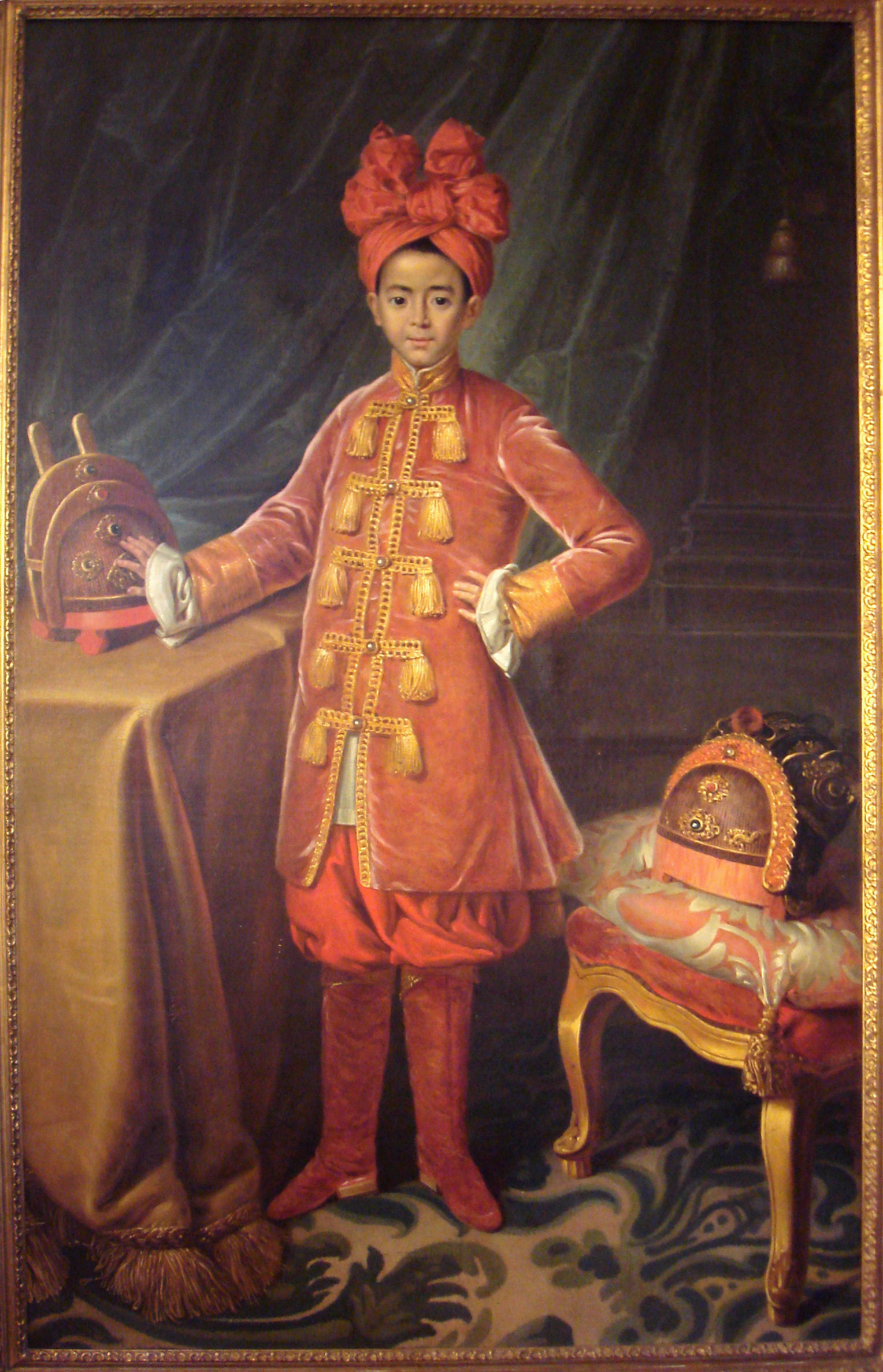
Портрет кронпринца Нгуен Фук Каня[англ.]
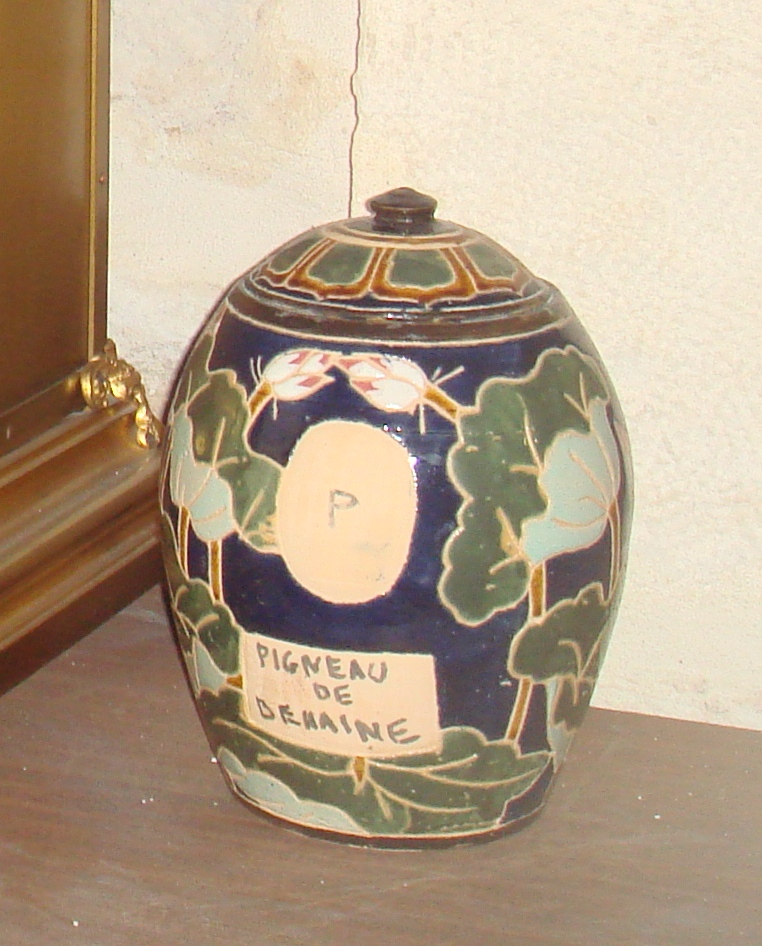
Прах Пьера Пиньо
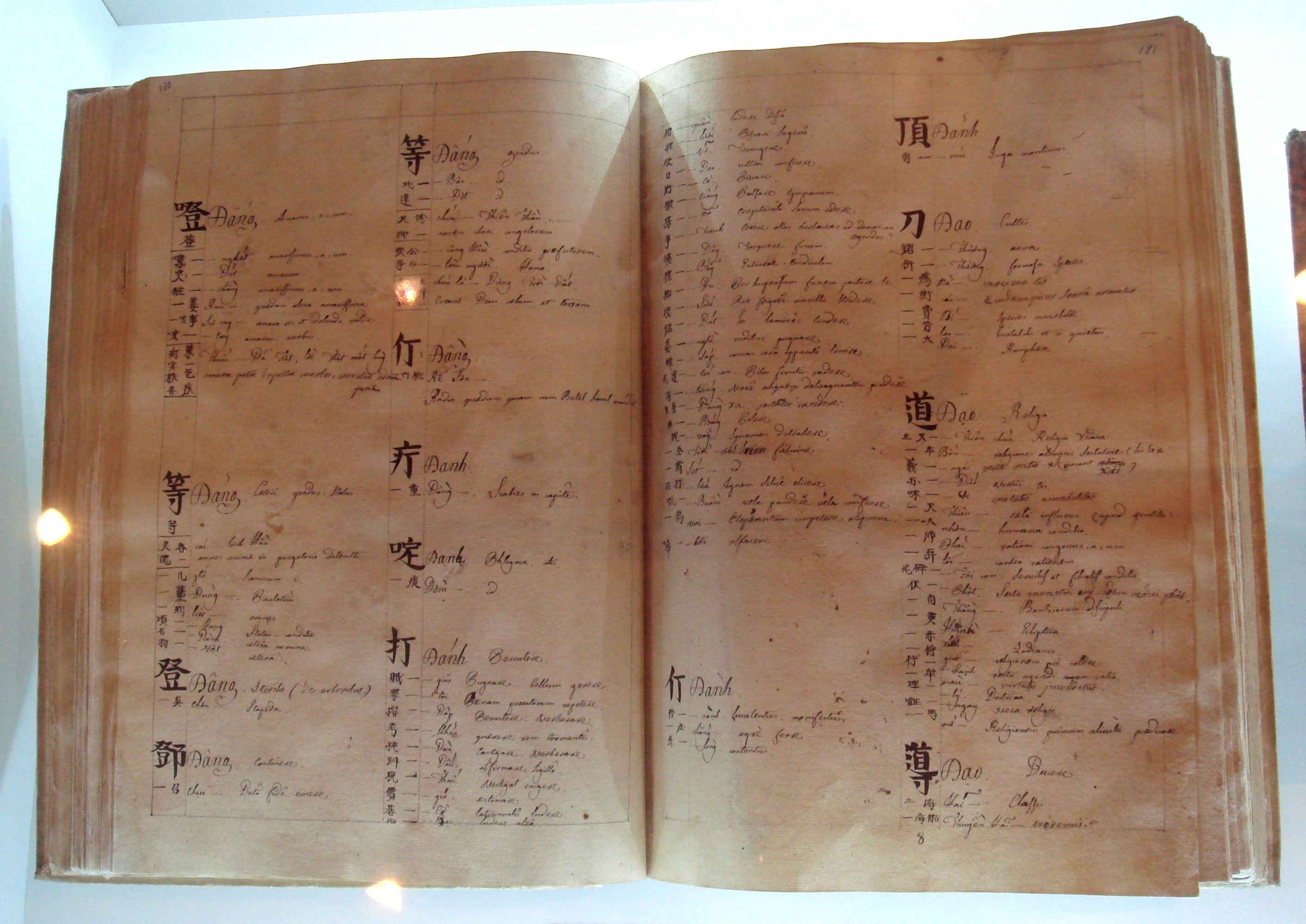
Вьетнамско-латинский словарь Пьера Пиньо 1772 год

В Париже находится архив Общества, музей и реликварий для хранения мощей мучеников. Многочисленные музейные экспонаты демонстрируют описания мученичеств, реликвии святых миссионеров, историю распространения католичества в странах Азии. Музей находится на улице Rue du Bac, 128 и открыт для бесплатного посещения со вторника до субботы с 11:00 до 18:30 и по воскресеньям с 13:00 по 18:00. Другое отделение музея находится в главном здании Парижского общества заграничных миссий и закрыто для свободного посещения, открываясь только раз в год.